# MSC Orchestra
MSC Orchestra – statek wycieczkowy, pływający pod banderą Panamy, głównie w basenie Morza Karaibskiego (port wyjściowy Fort Lauderdale) i Śródziemnego (Genua), ale także do Europy Północnej (Hamburg), Ameryki Południowej (Santos) i wybrzeży Nowej Anglii (Quebec). Ma 15 pięter pasażerskich i 4 załogowe. Operatorem i armatorem jest firma MSC Cruises.

## Kabiny pasażerskie
Na statku MSC Orchestra są 4 rodzaje kabin:
18 apartamentów z balkonami o powierzchni 25 m², w których znajduje się podwójne łoże z możliwością rozłączenia na 2 oddzielne łóżka i część wypoczynkowa. Ponadto w apartamencie mieści się szafa, sejf, mini bar, telewizor i telefon. Łazienka wyposażona jest w umywalkę, wannę i WC.
809 kabin zewnętrznych z balkonami o powierzchni 17,8 m². Na ich wyposażeniu znajdują się dwa pojedyncze łóżka, które mogą zostać połączone w jedno duże. Pasażerowie mają do swojej dyspozycji telewizor, telefon oraz mini bar. Łazienki wyposażone są w umywalkę, prysznic, WC.
173 kabiny zewnętrzne o takiej samej powierzchni, ale z oknem zamiast balkonu. Wyposażenie j.w.
275 kabin wewnętrznych o powierzchni 14 m². Wyposażenie j.w.
Wszystkie pomieszczenia pasażerskie na statku są klimatyzowane, a 5 dostosowanych jest także dla potrzeb osób niepełnosprawnych. W tym przypadku dostępne są jedynie dwa pojedyncze łóżka. Istnieje możliwość podłączenia do internetu przy użyciu własnego laptopa. Apartamenty i kabiny z balkonami stanowią 65% wszystkich kabin na statku.

## Oferta dla podróżnych
- restauracje: dwie dwupoziomowe (pokłady 6. i 7.) Villa Borghese i L'Ibisco, gdzie wydawane są posiłki główne oraz 3 mniejsze La Piazetta, Shanghai Restaurant i 4 seasons;
- bary alkoholowe Shaker Lounge, Savannah Bar, Amber Bar;
- dyskoteka R32 Disco;
- sala teatralna Covent Garden z widownią liczącą 1125 miejsc;
- kino typu Omnimax;
- kasyno i salon gier karcianych;
- klub amatorów cygar La Cubana Cigar Room;
- klub degustatorów wina Cantinella Wine Bar;
- kluby dla dzieci i nastolatków;
- salon gier komputerowych;
- biblioteka;
- galeria sztuki;
- kawiarenka internetowa;
- salon odnowy biologicznej i salon piękności;
- 2 baseny dla dorosłych i dzieci;
- 4 jacuzzi, 2 sauny i 2 łaźnie parowe;
- trasa do joggingu, mini golf, symulator do gry w golfa i kort tenisowy (na górnym pokładzie).